# Pandèmia de COVID-19 a Letònia
El començament de la pandèmia per coronavirus de 2019-2020 a Letònia es va detectar el 2 de març de 2020 arran de la prova positiva d'una dona que tornava de Milà. A partir del 13 de març, el govern letó va tancar tots els centres educatius fins al 14 d'abril i alhora es van vedar les concentracions massives. El 20 de març ja s'havien anul·lat més de 1.600 esdeveniments culturals i festius
En data del 18 d'abril, el país comptava 712 casos confirmats, 88 persones guarides i 5 morts.

## Cronologia
El 31 de gener del 2020, el ministeri d'Afers Estrangers de Letònia aconsellà als seus ciutadans que no viatgessin a Hubei i que determinessin si era una obligació anar a la Xina en general. Alhora va recomanar a tots els viatgers que tornaven de la Xina i que tinguessin símptomes d'infecció del Covid-19 que cerquessin consell mèdic i informació sobre els seus viatges i contactes.

### Febrer de 2020

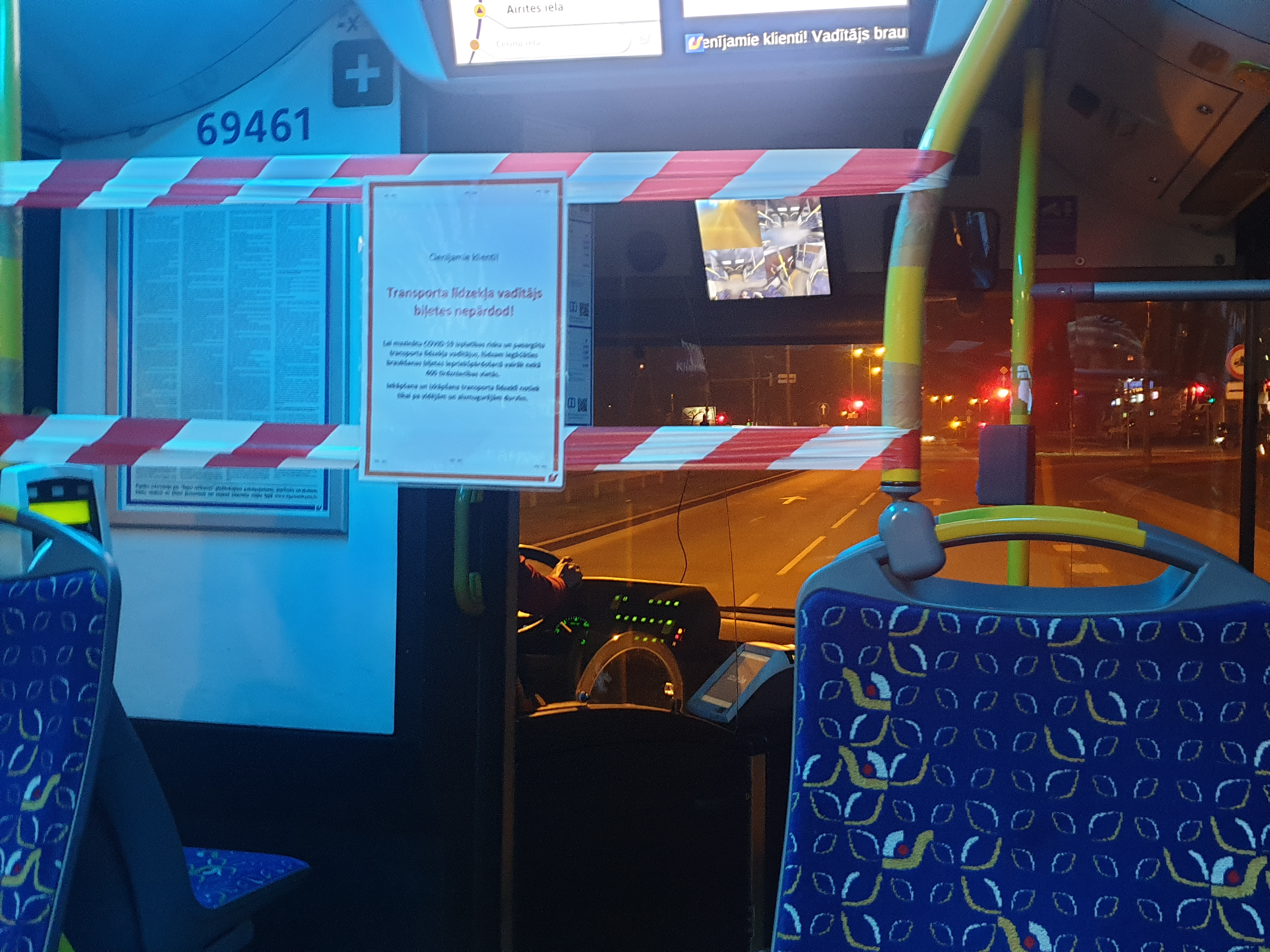
Restriccions als transports públics durant la quarantena a Letònia

El 3 de febrer una ciutadana letona que vivia a Wuhan va ser evacuada a bord d'un avió governamental francès que la va portar a París, on va romandre en quarantena durant 14 dies abans del seu retorn cap a Riga.
L'11 de febrer, el govern letó va donar roba protectora, caretes, màscares de protecció respiratòria i material de tota mena per a prevenir i controlar l'epidèmia a la Xina.
El 27 de febrer, Estònia va confirmar el seu primer cas de malalt de COVID-19, un ciutadà iranià que s'havia fet malalt a bord d'un autocar que anava des de Riga a la capital estoniana Tallinn. Havia passat almenys dues hores i mitja a la capital letona i havia usat el transport públic.Malgrat això, el 2 de març els resultats de les proves fetes a 114 persones resultaren negatives.

### Març de 2020
El 2 de març el ministeri de Salut de Letònia va confirmar el primer cas de COVID-19 al país. La persona infectada era una dona que havia volat des de la ciutat nord-italiana de Milà a Riga amb escala a Múnic. L'endemà, el seu estat havia millorat considerablement, i se li feu una nova prova que va resultar negativa. Aleshores se li va permetre de sortir del Centre de Malalties Infeccises de Letònia demanant-li però que romangués en quarantena durant 14 dies. El mateix dia el govern letó atorgà uns 2,6 millions d'euros complementaris al ministeri de Salut per a mamprendre mesures diverses dirigides a contrarrestar el coronavirus. La ministra de Salut del país bàltic, Ilze Viņķele, va estimar que la preparació del país de cara a l'epidèmia de coronavirus equivalia a una nota de 8 sobre 10.
El 8 de març, el Centre de Prevenció de Control de Malalties local va confirmar que un segon ciutadà letó havia obtingut resultats positius a una prova del Covid-19 realitzada al Centre de Malalties Infeccioses de l'Hospital de la Universitat Clínica Oriental de Riga. S'informà llavors que aquesta segona pacient era una dona que havia tornat d'una estació d'esquí de Breuil-Cervinia, amb un vol Milà-Riga, el 7 de març. Fins a aquell mateix dia, les autoritats letones havien dut a terme un total de 222 proves.
L'endemà, els casos confirmats van atènyer un total de 6 persones. Tota la gent infectada havia tornat recentment del nord d'Itàlia. El dia 10, el nombre de casos confirmats pujà fins a 8, amb dues persones més que també havien vingut d'Itàlia. Fins al 29 de febrer, les anàlisis fetes assoliren un total de 274 proves.

## Dades estadístiques
Evolució del nombre de persones infectades amb COVID-19 a Letònia
Evolució del nombre de morts del COVID-19 a Letònia